# ماركو تومينيو
ماركو تومينيو (بالإيطالية: Marco Tumminello)‏ (6 نوفمبر 1998 بإريتشي في إيطاليا - ) هو لاعب كرة قدم إيطالي في مركز الهجوم. لعب مع نادي روما.

## وصلات خارجية
- ماركو تومينيو على موقع قاعدة بيانات كرة القدم.إي يو (الإنجليزية)
- ماركو تومينيو على موقع Soccerway.com (الإنجليزية)
- ماركو تومينيو على موقع عالم كرة القدم.نت (الإنجليزية)
- ماركو تومينيو على موقع AS.com (الإسبانية)